# Затворник и Шестипалый
«Затворник и Шестипалый» — первая повесть Виктора Пелевина. Впервые напечатана (с сокращениями) в журнале «Химия и жизнь» в 1990 году, в выпуске № 3, а также в том же году издана в сборнике фантастики «Музей человека». Жанр — сатирическая притча. В 1990 году за повесть «Затворник и Шестипалый» Виктор Пелевин был удостоен литературной премии «Золотой шар».

## Сюжет
Главные герои повести — два цыплёнка-бройлера по имени Затворник и Шестипалый, которых выращивают на убой на комбинате (птицефабрике) имени Луначарского. Как выясняется из повествования, сообщество цыплят имеет довольно сложную иерархическую структуру в зависимости от близости к кормушке.
Завязка сюжета повести — изгнание Шестипалого из социума. Будучи отторгнутым от общества и кормушки, Шестипалый сталкивается с Затворником, цыплёнком-философом и естествоиспытателем, странствующим между разными социумами внутри комбината. Благодаря незаурядному интеллекту он самостоятельно смог освоить язык «богов» (то есть русский язык), научился читать время по часам и понял, что цыплята вылупляются из яиц, хотя сам этого не видел.
Шестипалый становится учеником и сподвижником Затворника. Вместе они путешествуют от мира к миру, накапливая и обобщая знания и опыт. Высшая цель Затворника — это осмысление некоего загадочного явления под названием «полёт». Затворник верит: освоив полёт, он сможет вырваться за пределы вселенной комбината. Именно достижения одарённых одиночек, противопоставленные в буквальном смысле плотному коллективизму, приводят к оптимистическому концу.

## Особенности
По мнению писателя Дмитрия Быкова, в этой повести автор чётко уловил, что отшельниками могут стать либо мыслитель-одиночка, либо тот, кто чем-либо отличается от остальных, и поэтому общество его отторгает. Произведение насыщено религиозными метафорами. Например, Затворник говорит цыплятам, что чтобы не погибнуть в Страшном супе необходимо поститься. В результате тощих цыплят не забивают, а отправляют на второй круг откорма. Богами же в повести считают людей.
Повесть «Затворник и Шестипалый» содержит множество элементов жанра антиутопии. Мир здесь представлен в виде птицефабрики и подчинён социальной иерархии в зависимости от близости к кормушке. В этом прослеживается сходство с повестью Джорджа Оруэлла «Скотный двор». Изгнание Шестипалого из общества приводит его в итоге к осознанию, что все здешние обитатели обречены на смерть и в конечном счёте к спасению. В произведении отчётливо воплощён круг сансары: по замкнутой конвейерной ленте двигаются контейнеры, где цыплята после вылупления откармливаются, и при подходе к цеху номер один забиваются, после чего цикл повторяется снова.

## Театральные постановки
- 2010: на сцене 27-го Международного фестиваля студенческих театров эстрадных миниатюр «Земля — планета людей» любительским театром «Проект „Конфитюр“» был представлен спектакль «Нитевидная сущность светил», режиссёр П. Терелянский[6]. В отличие от текста повести, в постановке изменён пол цыплёнка Шестипалого на женский, основной темой спектакля стали рассуждения о любви и попытка открыть тайну понятия «полёт». Центральной сценой спектакля стала проповедь Затворника. Спектакль получил ряд Гран-при на международных любительских театральных фестивалях[7].
- сентябрь 2013[8]: на сцене Архангельского молодёжного театра состоялась премьера[9] спектакля «Попытка к бегству»[10] по мотивам повести Виктора Пелевина «Затворник и Шестипалый», режиссёр Искандер Сакаев[11]
- 2015: 10 ноября в краснодарском «Одном театре» состоялся премьерный показ спектакля по повести «Затворник и Шестипалый»[12][13]. Режиссёр Алексей Мосолов.
- 2018: 10 октября в театре музыкально-пластической драмы «Преображение» (г. Нижний Новгород) состоялась премьера спектакля «Ложное солнце» по мотивам повести «Затворник и Шестипалый». Режиссёр: Олег Бурлаков[14].
- 14 декабря 2019 года состоялась премьера спектакля «Затворник и Шестипалый» в Кировском государственном театре юного зрителя (Театр на Спасской). Режиссёр — Егор Чернышов.
- 2021: 24 сентября премьера спектакля в Красноярском театре кукол. Режиссёр-постановщик Руслан Кудашов (Санкт-Петербург), художник-постановщик Марина Завьялова (Санкт-Петербург).